# 충신동
충신동(忠信洞)은 서울특별시 종로구에 있는 법정동으로, 행정동인 종로5·6가동 아래에 있다.

## 지명 유래
충신동이라는 이름은 일제가 원래의 지명과는 전혀 관계 없이 만들어 냈다. 일제가 여러 동들을 합치면서 조선 국민들의 반감을 사지 않고자, 유교의 5대 덕목 중 하나인 '신'(信)과 유교에서 중요시되는 '충'(忠)을 합해 만든 이름이다.
또 '충신동이 효자동이'라는 제목의 국악 동요의 가사에 '자장 자장 우리 아기, 우리 아기 잘도 잔다, 나라에는 충신동이, 부모에겐 효자동이'라는 가사가 나온다. 이 노래는 흔히 전래 동요로 알려져 왔으나, 일제가 만든 지명인 '충신동'이 나온다는 점에서 조선 시대나 그 이전부터 있었던 노래가 아님을 알 수 있다.

## 연혁
- 1914년 : 중학동(中學洞), 산간동(山間洞, 또는 전간동田間洞), 상천변동(上川邊洞), 옥방동(玉房洞), 칠방동(漆房洞), 석수방동(石手房洞), 효교동(孝橋洞) 일부, 하피마동(下避馬洞) 일부, 이현동(梨峴洞) 일부를 충신동(忠信洞)으로 통합
- 1936년 4월 : 충신정(忠信町)으로 변경
- 1943년 6월 : 신설된 종로구에 배속
- 1946년 10월 1일 : 충신동으로 변경